# Гуцул Каліпсо
Гуцул Каліпсо — чернівецький музичний гурт, заснований восени 1999 року.

## Історія
Засновано «Гуцул Каліпсо» було наприкінці 1999 — на початку 2000 року.
Майбутні учасники гурту познайомилися на сейшені в Чернівцях, де, серед інших, виступали «Діамантово-зелені» — в початковий склад «ГК» увійшло одразу 4 музиканти «Зелених».
Навесні 2001 року було вирішено подати заявку на участь у відбірковому турі «Червоної Рути 2001». Колективне бажання було обумовлено тим, що один з учасників ніколи не був в Одесі, де мав відбутися фінал фестивалю. Гурт взяв 2-ге місце у танцювальному відділенні (перше не присуджувалося), але на гала-концерті виступити не змогли: він затримався на 2 години через приїзд Папи Римського, а гурт мав виступити останнім з конкурсантів-лауреатів.
У 2001 році відбулися перші виступи у Києві. Тоді в київській пресі з'явився певний інтерес до буковинських самородків: було надруковано кілька інтерв'ю та огляди їхніх концертів.
Потім, того ж 2001 року, був фестиваль «Перлини сезону» з таким самим результатом, але вже з гала-концертом. За перемогу хлопці отримали грамоту і 5 пляшок пива.
Серед інших перемог колективу — перше місце серед «молодих» гуртів на фестивалі «Таврійські Ігри» 2006 року. На 15-річний ювілей фесту Гуцул Каліпсо відкривали велику вечірню сцену разом із гуртом «Борщ».
За різних часів, через різні обставини склад Гуцул Каліпсо постійно змінювався. В першому складі грали:
- Богдан Федчук — вокал,
- Андрій Рудік — вокал,
- Валерій «Кузя» Марченко — гітара,
- Валентин Шаляпін — барабани,
- Сергій Шаляпін — бас-гітара,
- Олександр Сокол — ді-джей,
- Валерій Петрович — саксофон.

У 2003 році Кузя потрапив за ґрати, і «Гуцули» деякий час взагалі не збирались. В цей же час гурт відмовляється від ді-джея, і колектив полишає Сокол.
Тривалий час Гуцул Каліпсо були чи не єдиними представниками Чернівців на багатьох українських фестивалях — Нівроку (фестиваль), Арт-Поле, Рок-Екзистенція, Шешори (фестиваль), «Країна Мрій» та інших. Також вони відвідали близьке зарубіжжя: виступали у Польщі, Росії та Білорусі.
Свій перший студійний альбом Рекет-гангстєра гурт видав у грудні 2007 року. Презентація відбулась у творчій галереї Лавра у Києві. Робота над платівкою велась майже п'ять років. Самі ж пісні були написані ще раніше — наприклад, однойменна композиція, яка дала назву дебютнику, була створена ще на самому початку існування колективу.
Гурт продовжує гастролювати.

## Дискографія
- Рекет-гангстєра (2007)
- Най Бог бороне (21.11.2018)